# Joseph Victor Ejercito
Joseph Victor Gomez Ejercito, noto anche come JV Ejercito o JV Ejercito Estrada (Manila, 26 dicembre 1969), è un politico filippino.
È stato Sindaco di San Juan dal 2001 al 2010, prima di essere eletto come rappresentante congressuale della medesima città. Nel 2013, al termine del suo primo mandato, si è candidato con successo alle elezioni per il Senato dove si è classificato undicesimo.

## Biografia
Joseph Victor Ejercito nasce il 26 dicembre 1969 nella città di Manila, frutto di una relazione extraconiugale fra l'allora Sindaco di San Juan Joseph Estrada e l'attrice Guia Gomez.
Il 1º ottobre 2012 ha presentato la sua candidatura alle elezioni per il Senato del 2013, dove si è classificato all'undicesimo posto.